# Le Gua (Isère)
Le Gua is een gemeente in het Franse departement Isère (regio Auvergne-Rhône-Alpes). De plaats maakt deel uit van het arrondissement Grenoble. Le Gua telde op 1 januari 2022 1.883 inwoners. 

## Geografie
De oppervlakte van Le Gua bedroeg op 1 januari 2022 28,48 vierkante kilometer; de bevolkingsdichtheid was toen 66,1 inwoners per km².

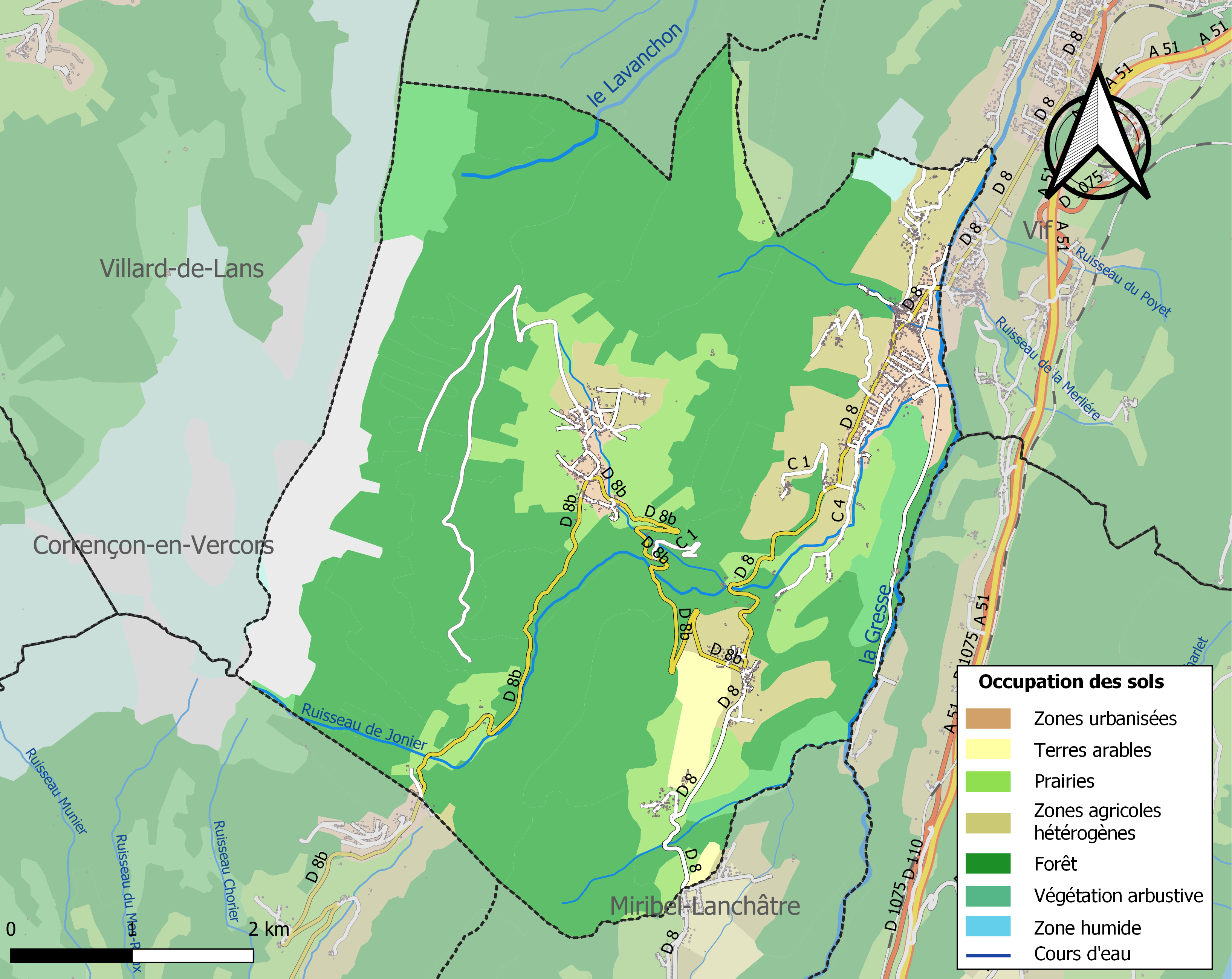
Kaart van de gemeente met de belangrijkste infrastructuur, bodemgebruik en omliggende gemeenten

## Demografie
Onderstaande figuur toont het verloop van het inwonertal (bron: INSEE-tellingen).